# Katarina Konstantinović
Katarina Konstantinović, srbsky: Катарина Константиновић (1848 – 1910) byla srbská šlechtična a členka dynastie Obrenovićů, jakožto dcera princezny Anky Obrenović. Byla také sestřenicí knížete Milana I., díky němuž byla první dámou, ihned po královně Natalii Srbské, se kterou v té době král nežil.
Katarina se provdala dvakrát. Dlouho byla milenkou svého bratrance, srbského knížete Michala Obrenoviće III., který se pokoušel o rozvod se svou bezdětnou manželkou Júlií Hunyady de Kéthely, aby se mohl oženit s ní. Dne 10. června 1868, kdy si vyšla na procházku s Michalem a princeznou Ankou do parku Košutnjak nedaleko královského sídla, byli on a její matka zavražděni. Téhož roku se tedy provdala za generále Milivoje Blaznavece, se kterým měla dvě děti. Po jeho smrti v roce 1873 se provdala za svého dalšího bratrance Michala Bogičeviće.

## Rodina
Katarina se narodila v roce 1848 jako dcera Alexandra Konstantinoviće a erudované vůdkyně společnosti, princezny Anky Obrenović, sestry knížete Miloše I. a zakladatele dynastie Obrenovićů. Měla bratra Alexandra († 1914) a nelegitimní sestru Simeonu († 1915), kterou měla její matka z mileneckého poměru se svým švagrem Jovanem Ghermanim.

## Vztah s knížetem Michalem
Krátce po smrti jejího otce, byly Katarina a její matka pozvány knížetem Michalem, aby se přestěhovaly do vládního sídla. Od září roku 1860 podruhé vládl Srbsku, předtím byl v roce 1842 sesazen po třech letech vlády. Michal žil v nešťastném manželství s uherskou hraběnkou Julií Hunyady de Kéthely, která nejspíš nemohla mít děti. Z knížete Michala a Katariny se brzy stali milenci. Katarina neměla s kněžnou Julií žádné slitování a o vztahu otevřeně mluvila, netajila jej. Michal si přál rozvod s Julií, aby se mohl oženit s Katarinou, navíc Julie měla také milence, vévodu Karla von Arenberga. I když se Srbové netajili nedůvěrou k Julii, která nejenže pocházela z Uher, ale také byla katolička, nelíbil se jim ani záměr Michala se s ní rozvést, aby si vzal svou přímou sestřenici. Novinky o jejich vztahu pobouřili politiky i duchovenstvo mnohem více. Jedním z nejzarytějších odpůrců rozvodu byl premiér Ilija Garašin, který byl za svůj postoj v roce 1867 zbaven své funkce. Jeho odvolání vzbudilo násilný protest Ruska.
Katarina doufala, že se stane kněžnou, což se jí ale nikdy nesplnilo. Dne 10. června 1868, kdy si vyšla s knížetem a svou matkou do parku Košutnjak, byli kníže a matka zavražděni před jejíma očima. Pravděpodobně byli jejich vrazi najati Karađorđevići, konkurenty v nástupnictví na trůn, což ale nebylo nikdy dokázáno. Kníže Michal byl zavražděn na místě, její matka Anka se snažila s násilníky bojovat, při čemž byla také zastřelena.

## Manželství a děti
Téhož roku (1868) byla Katarina ve svých dvaceti letech provdána za generála Milovije Blaznavace, který sloužil pro srbské ministerstvo války a který kdysi pomohl jejímu bratranci, knížeti Milanovi, na srbský trůn v době, kdy mu bylo pouhých 14 let. Generál Milovij byl o 24 let starší než Katarina. Společně měli dvě děti - syna Vojislava (1869–1910) a dceru Milicu, která zemřela jako dítě.
O rok později, kdy se kníže Milan stal srbským králem, stala se Katarina první dvorní dámou a zastínila tak jeho manželku Natalii, se kterou v té době Milan nežil.
Generál Blaznavac zemřel v dubnu roku 1873. Katarina se provdala podruhé, tentokrát za Michala Bogiceviće. Společně opustili Srbsko a žili společně tuláckým způsobem života. Žili na různých místech Rakouska-Uherska. Později se vrátili zpět do Bělehradu, kde Michal sloužil jako major v letech 1886-87. Katarina se zde zamilovala do kamaráda svého syna Vojislava, který byl o 18 let mladší než ona. Kvůli svému mladému milenci Katarina opustila manžela a byla finančně sponzorována svou nelegitimní sestrou Simeonou, která byla provdána za rumunského politika Alexandera Lakhovari. Začala také sloužit jako dvorní dáma rumunské královny Alžběty zu Wied.
Katarina zemřela v roce 1910 ve městě Niš na jihu Srbska, kde její syn Vojislav sloužil jako voják. Ten zemřel téhož roku. Pohřbena byla v Bělehradě.